# Mimosa bimucronata
Mimosa bimucronata är en ärtväxtart som först beskrevs av Dc., och fick sitt nu gällande namn av Carl Ernst Otto Kuntze. Mimosa bimucronata ingår i släktet mimosor, och familjen ärtväxter. IUCN kategoriserar arten globalt som livskraftig.

## Underarter
Arten delas in i följande underarter:
- M. b. adenocarpa
- M. b. bimucronata
- M. b. gymnocarpa
- M. b. trichocarpa

## Bildgalleri

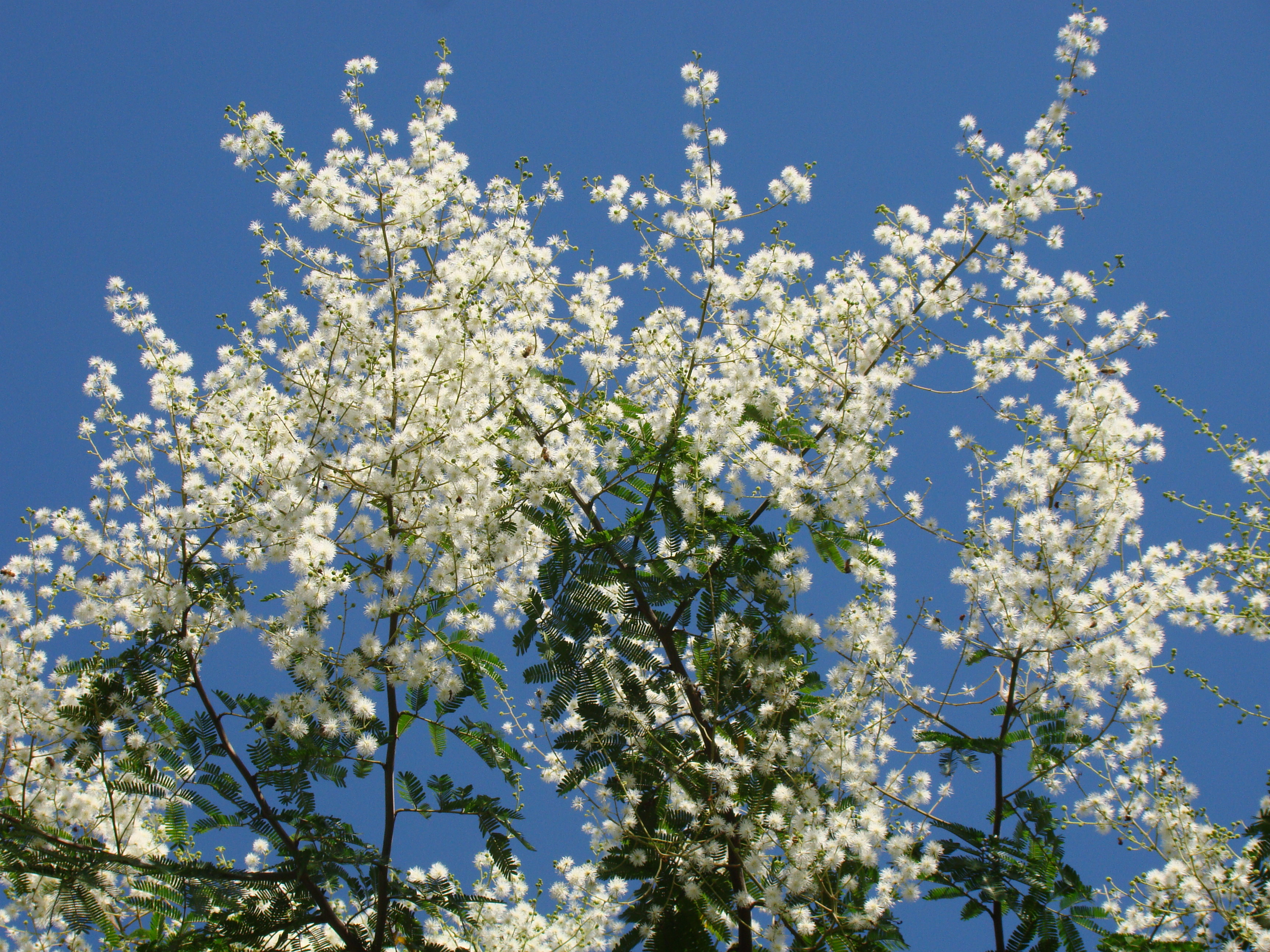
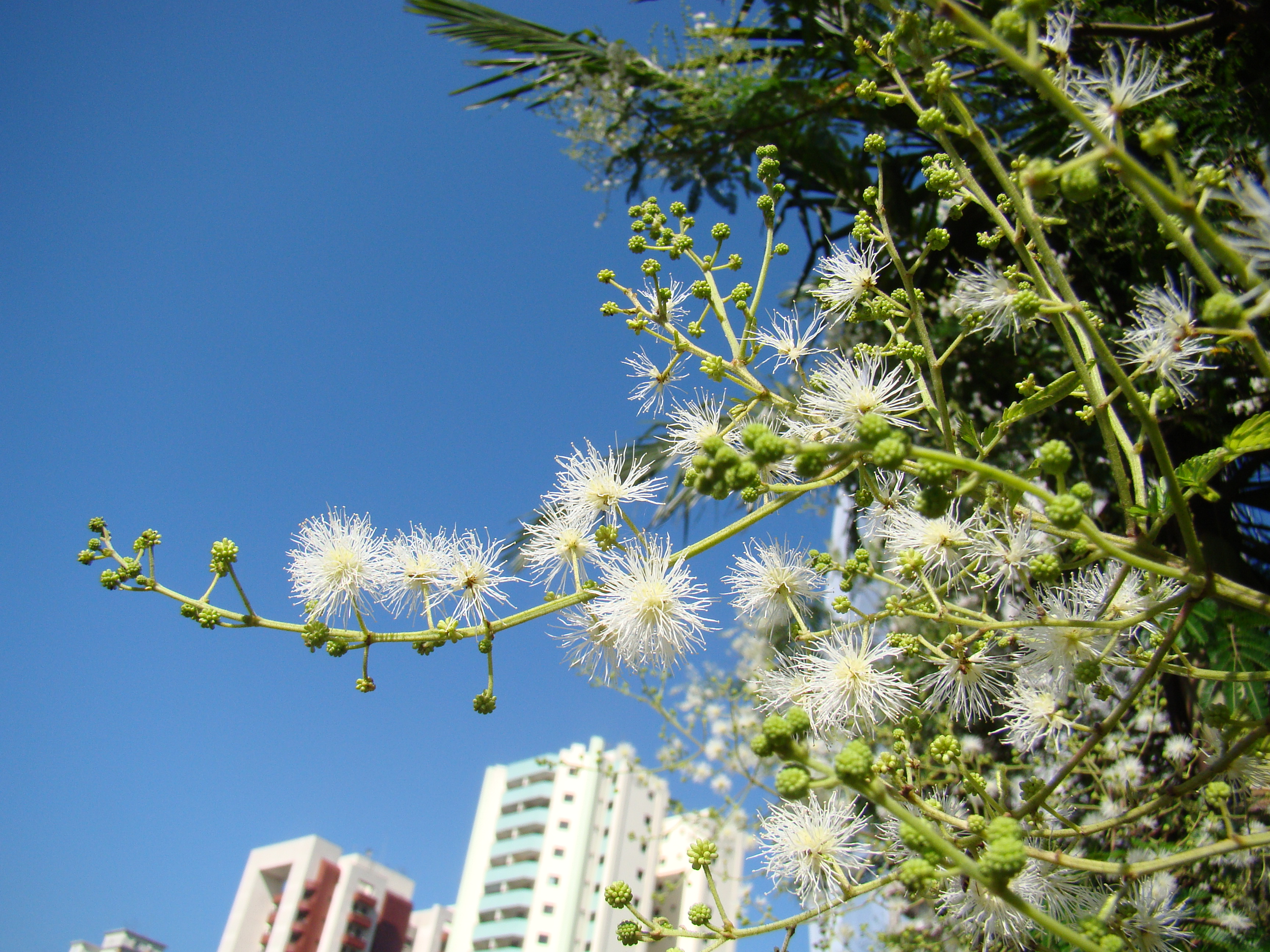
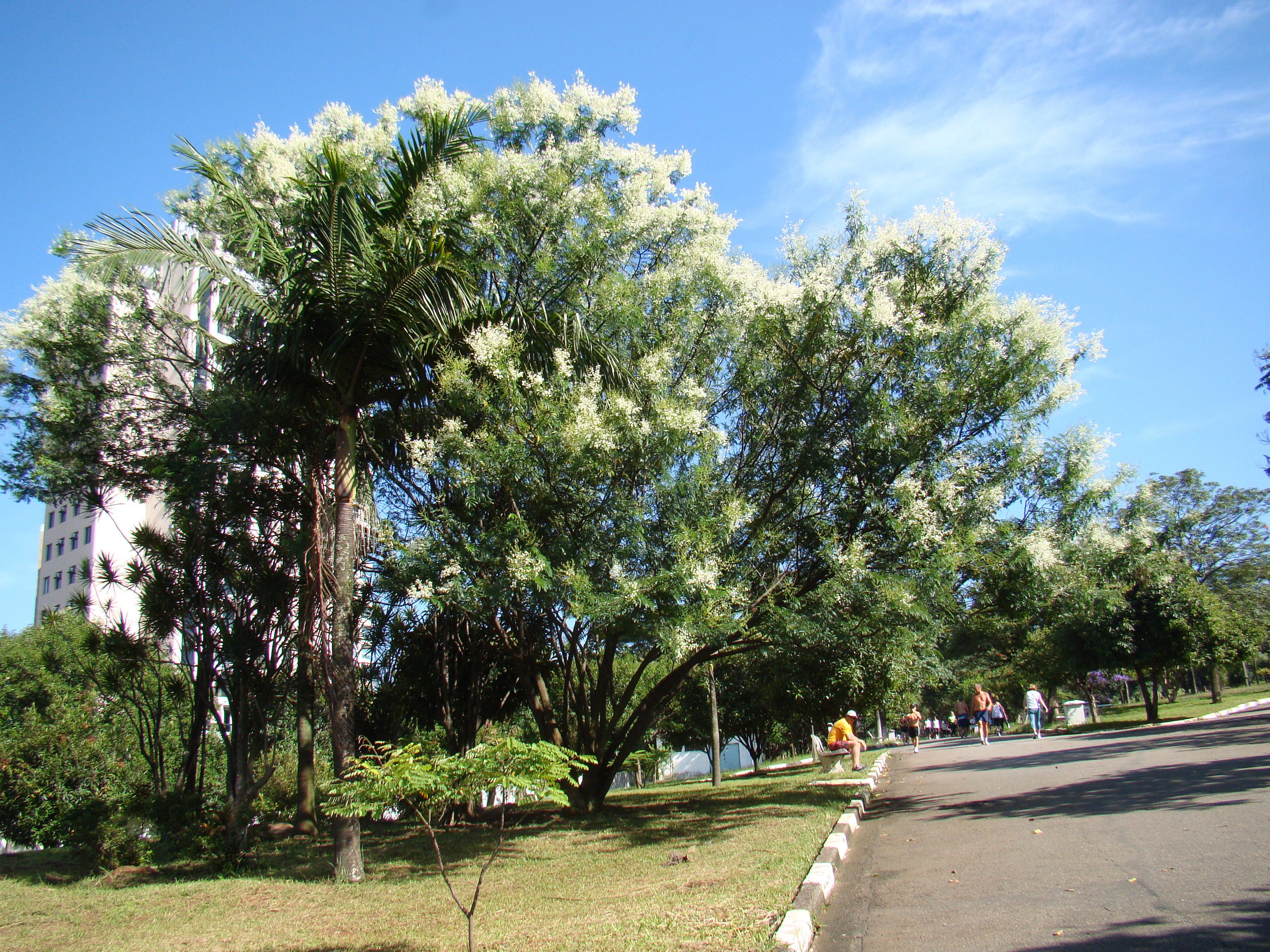
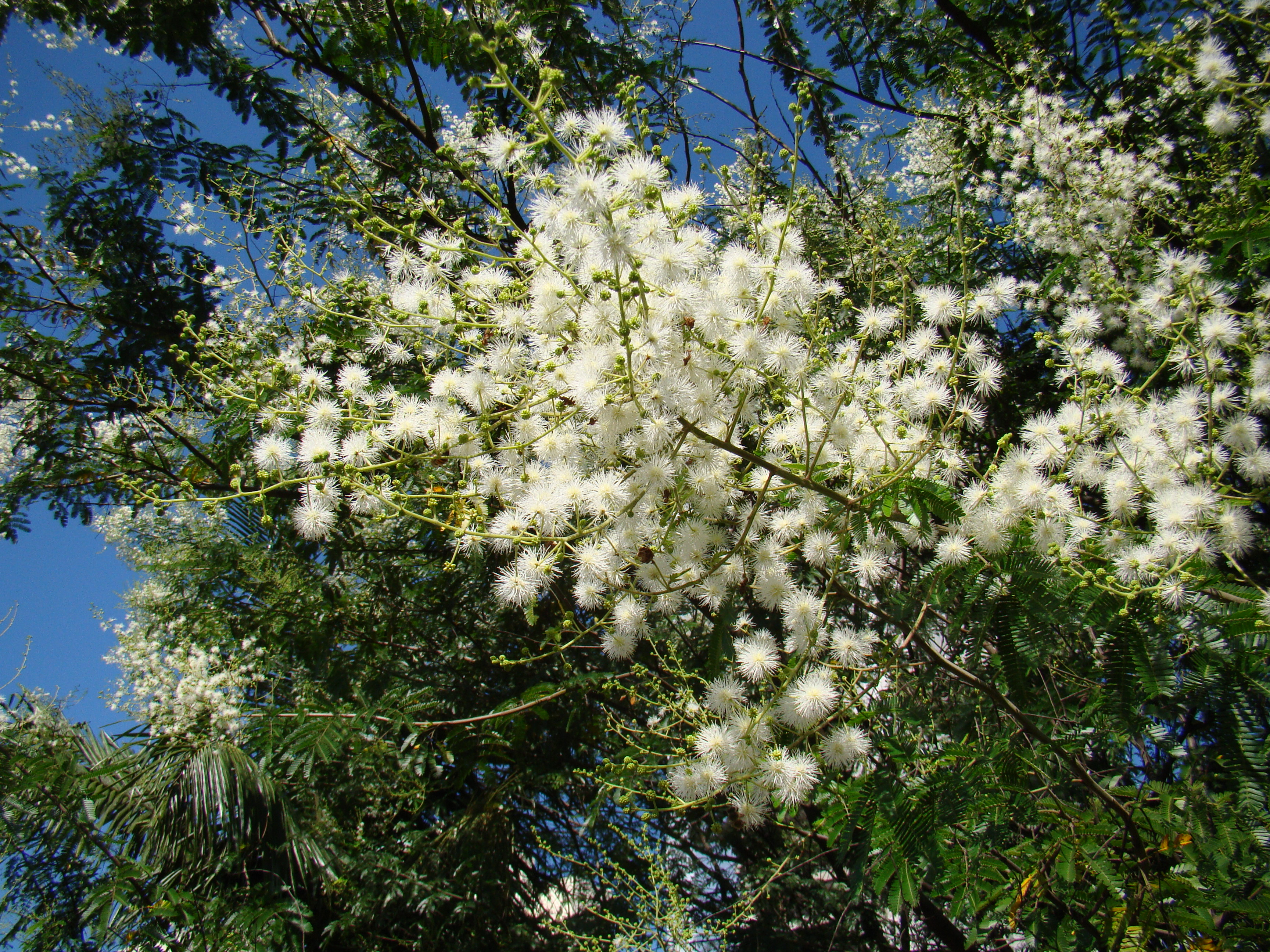